# Who Are You
Who Are You —en español: «¿Quien Eres?»—  el octavo álbum de estudio del grupo británico The Who, publicado por las compañías discográficas MCA y Polydor Records en agosto de 1978. El álbum fue el último trabajo de Keith Moon como batería del grupo, que falleció veinte días después de su lanzamiento.
El álbum alcanzó el puesto dos en la lista estadounidense Billboard 200 y el seis en la británica UK Albums Chart. Además, fue certificado como doble disco de platino por la RIAA al superar los dos millones de copias vendidas en los Estados Unidos.

## Trasfondo
Who Are You vio la luz en un momento en que los dos campos predominantes del rock, el rock progresivo y el punk rock, mantenían marcados estilos diferentes. Las composiciones de Pete Townshend fueron escritas como un intento de unir ambos estilos, con estructuras musicales complejas y un uso abundante de sintetizadores y de orquestación. Varias composiciones también representaron un nuevo intento de Townshend por retomar Lifehouse, una ópera rock abandonada. Al igual que Who's Next, parte de las canciones estuvieron inspiradas en Lifehouse.
El álbum supuso el fin de un largo periodo de tres años desde The Who By Numbers, el último álbum de estudio del grupo hasta ese entonces. Durante la época, los componentes del grupo comenzaron a emprender diversos proyectos en solitario, al mismo tiempo que Moon sufrió una fuerte dependencia del alcohol y de las drogas. Ello llevó a un deterioro creciente de su salud que fue objeto de preocupación durante las sesiones de Who Are You, ya que solo logró llegar a las mismas durante las últimas semanas de grabación y se vio incapaz de tocar la batería en un compás de 6/8 durante la canción «Music Must Change». Debido a eso, la pista de batería fue eliminada de la cinta maestra y sólo se añadieron unos toques de platillos. Moon, que falleció poco menos de un mes después del lanzamiento de Who Are You, aparece en la portada sentado en una silla en la que se lee: «Not to be taken away» (en español: «No quitar»). Moon insistió en sentarse con el respaldo de la silla hacia delante con el fin de ocultar su distensión abdominal, producto del abuso de alcohol.

## Recepción
Who Are You obtuvo un notable éxito comercial, al alcanzar el puesto dos en la lista estadounidense Billboard 200, solo por detrás de la banda sonora de Grease, y la posición cuatro en la lista de discos más vendidos del Reino Unido. Además, fue certificado como doble disco de platino por la RIAA al superar los dos millones de copias vendidas en los Estados Unidos, y como disco de oro en el Reino Unido al vender más de 100 000 copias. El éxito de Who Are You generó expectación ante la perspectiva de una nueva gira de promoción del disco. Sin embargo, el álbum se vio rodeado por la tragedia debido al fallecimiento de Keith Moon poco después de su publicación. Las canciones de Who Are You fueron posteriormente interpretadas durante la gira de 1979, en la que Kenney Jones se incorporó a The Who como sustituto de Moon. El grupo también se amplió con la presencia del teclista John Bundrick, que había sido invitado a participar en la grabación de Who Are You, pero que no llegó a participar debido a una fractura de brazo que sufrió poco antes de comenzar las sesiones.

## Lista de canciones
Todas las canciones escritas y compuestas por Pete Townshend excepto donde se anota. 
| Cara A |                     |                |          |  |
| N.º    | Título              | Escritor(es)   | Duración |  |
| 1.     | «New Song»          |                | 4:12     |  |
| 2.     | «Had Enough»        | John Entwistle | 4:30     |  |
| 3.     | «905»               | John Entwistle | 4:02     |  |
| 4.     | «Sister Disco»      |                | 4:21     |  |
| 5.     | «Music Must Change» |                | 4:37     |  |

| Cara B |                       |                |          |  |
| N.º    | Título                | Escritor(es)   | Duración |  |
| 6.     | «Trick of the Light»  | John Entwistle | 4:48     |  |
| 7.     | «Guitar and Pen»      |                | 5:58     |  |
| 8.     | «Love Is Coming Down» |                | 4:06     |  |
| 9.     | «Who Are You»         |                | 6:21     |  |

| Temas extra (reedición de 1997) |                                                                                  |              |          |  |
| N.º                             | Título                                                                           | Escritor(es) | Duración |  |
| 10.                             | «No Road Romance»                                                                |              | 5:05     |  |
| 11.                             | «Empty Glass» (Publicado en el álbum en solitario de Pete Townshend Empty Glass) |              | 6:23     |  |
| 12.                             | «Guitar and Pen» (Olympic '78 Mix)                                               |              | 6:02     |  |
| 13.                             | «Love Is Coming Down» (Work-in-Progress Mix)                                     |              | 4:05     |  |
| 14.                             | «Who Are You»                                                                    |              | 6:16     |  |

## Personal
The Who
- Roger Daltrey: voz y percusión
- John Entwistle: bajo, coros, sintetizador, trompa (en «Had Enough» y «Music Must Change») y voz principal (en «905»)
- Pete Townshend: guitarras, coros, piano, sintetizador, voz principal (en «No Road Romance» y «Empty Glass»)
- Keith Moon: batería y percusión

Otros músicos
- Rod Argent: sintetizador (en «Had Enough»), piano (en «Who Are You»), teclados (en «Guitar and Pen»)
- Ted Astley: orquestación
- Andy Fairweather-Low: coros (en «New Song», «Had Enough», «Love is Coming Down» y «Who Are You»)
- Billy Nicholls: coros (en «New song» y «Had Enough»)
- Michael Nicholls: coros (en «Had Enough»)

## Posición en listas
| País           | Lista                    | Posición |
| -------------- | ------------------------ | -------- |
| Australia      | ARIA Albums Chart        | 9        |
| Alemania       | Media Control Charts     | 49       |
| Estados Unidos | Billboard 200            | 2        |
| Noruega        | Norwegian Albums Chart   | 21       |
| Nueva Zelanda  | New Zealand Music Charts | 13       |
| Países Bajos   | Mega Albums Top 100      | 29       |
| Reino Unido    | UK Albums Chart          | 4        |
| Suecia         | Swedish Albums Chart     | 27       |

| Sencillo      | País           | Lista             | Posición |
| ------------- | -------------- | ----------------- | -------- |
| «Who Are You» | Estados Unidos | Billboard Hot 100 | 14       |
| «Who Are You» | Reino Unido    | UK Singles Chart  | 18       |

## Certificaciones
| Fecha                  | País           | Organismo certificador | Certificación | Ventas certificadas |
| ---------------------- | -------------- | ---------------------- | ------------- | ------------------- |
| 8 de febrero de 1993   | Estados Unidos | RIAA                   | Doble platino | 2 000 000           |
| 1 de diciembre de 1978 | Canadá         | CRIA                   | Doble platino | 100 000             |
| 5 de octubre de 1978   | Reino Unido    | BPI                    | Oro           | 100 000             |